# Prix Monseigneur-Marcel
Le prix Monseigneur-Marcel, de la fondation du même nom, est un prix de l'Académie française annuel créé en 1973 et « destiné à l’auteur d’un ouvrage consacré à l’histoire philosophique, littéraire ou artistique de la Renaissance ».

## Liste des lauréats

### Années 1970
- 1976 :
  - Enea Balmas (1924-1994) pour Littérature française. La Renaissance (1548-1570)
  - Jacques Morel (1926-2006) pour Littérature française. La Renaissance (1570-1624)
- 1977 : 
  - Pierre Aquilon pour l’ensemble de ses travaux sur la littérature de la Renaissance
  - Jean Delumeau pour La civilisation de la Renaissance
- 1978 : Yves Giraud (1937-2008) et Marc-René Jung (1933-....) pour Littérature française : la Renaissance (1480-1548)
- 1979 : 
  - Maxime Gaume pour Les inspirations et les sources de l’œuvre d’Honoré d’Urfé
  - Georges Soubeille (1928-....) pour Le livre des Épithalames (1528-1531). Les Odes de 1530 (Livres I & II), de Jean Salmon Macrin

### Années 1980
- 1980 : Jean-René Bory pour Le Sang et l’Or de la Renaissance
- 1981 : 
  - Paul Ardouin pour Maurice Scève, Pernette du Guillet, Louise Labé. L’amour à Lyon au temps de la Renaissance
  - Jean Jacquart pour François Ier
  - Manfred Orlea pour La noblesse aux États Généraux de 1576 et de 1588
  - Jean-Charles Sournia pour Blaise de Monluc. Soldat et écrivain (1500-1577)
  - Jean Torrilhon (1903-1982) pour Le maître de Craponne
- 1982 :  
  - Emmanuel Bourassin pour La France anglaise (1415-1453)
  - Marc Fumaroli pour L’âge de l’éloquence – Rhétorique et ‘’res literaria’’ de la Renaissance au seuil de l’époque classique
  - Mireille Huchon pour Rabelais grammairien. De l’histoire du texte aux problèmes d’authenticité
  - Jacques Prévost-Bouré (1914-....) pour Jean de Luxembourg et Jeanne d’Arc
- 1983 :  
  - Paul Ardouin pour La Délie de Maurice Scève et ses cinquante emblèmes
  - Jean-Pierre Babelon pour Henri IV
  - Ivan Cloulas pour Laurent le Magnifique
  - Jean-Philippe Lecat pour Quand flamboyait la Toison d’or
  - Maurice Lever pour Le Sceptre et la Marotte
- 1984 :  
  - Jean Delumeau pour Le Péché et la Peur. La culpabilisation en Occident. XIIIe – XVIIIe siècles
  - Anne Puaux pour Introduction au palais Farnèse
- 1985 :  
  - Jean-Marie Constant pour Les Guise
  - Jean-Michel Gardair (1942-2013) pour Le "Giornale de' Letterati" de Rome (1668-1681)
  - Younès Nekrouf pour La bataille des trois rois
- 1986 :  
  - Liliane Crété pour Coligny
  - Chanoine Michel Veissière (1923-1996) pour L’Évêque Guillaume Briçonnet (1470-1534)
  - Federico Zeri pour Renaissance et pseudo-renaissance
- 1987 :  
  - Hélène Derréal (1903-1989) pour Saint Pierre Fourier. Correspondance 1598-1624
  - Yvonne Labande-Mailfert (1906-1997) pour Charles VIII
- 1988 :  
  - M. Claude des Presles (1918-2007) pour Les Sully
  - Anne Puaux pour Madama, fille de Charles Quint
- 1989 :  
  - Marc Blancpain pour Anne de Montmorency, "le tout-puissant".
  - Joseph Pérez pour Isabelle et Ferdinand, Rois catholiques d’Espagne

### Années 1990
- 1991 : Christiane Klapisch-Zuber pour La Maison et le Nom. Stratégies et rituels dans l'Italie de la Renaissance
- 1992 : Carmen Bernand et Serge Gruzinski pour Histoire du Nouveau Monde
- 1993 :  
  - Guy Bechtel pour Gutenberg
  - Mercedes Blanco pour Les Rhétoriques de la Pointe, Baltasar Graciàn et le conceptisme en Europe
  - Geneviève Chastenet pour Lucrèce Borgia
  - Bernard Cottret pour Cromwell
- 1994 :  
  - Linda Timmermans (1960-1995) pour L’accès des femmes à la culture (1598-1715)
  - Chanoine Michel Veissière (1923-1996) pour Autour de Guillaume Briçonnet
  - Olivier Zegna Rata pour René de Lucinge, entre l’écriture et l’histoire
- 1995 :  
  - François Cornilliat (1958-....) pour "Or ne mens". Couleurs de l’Éloge et du Blâme chez les "Grands Rhétoriqueurs"
  - Denis Crouzet pour La Nuit de la Saint-Barthélemy. Un rêve perdu de la Renaissance
  - Philippe Hamon (1961-....) pour L’Argent du roi. Les finances sous François Ier
- 1996 :  
  - Roland Le Mollé pour Giorgio Vasari, l’homme des Médicis
  - René et Suzanne Pillorget (1924-2015 et 1924-2016) pour France baroque, France classique
- 1997 :  
  - Francis Goyet (1955-....) pour Le sublime du "lieu commun". L’invention rhétorique dans l’Antiquité et à la Renaissance
  - Alain Pacquier pour Les Chemins du baroque dans le Nouveau Monde
- 1998 :  
  - Janine Garrisson pour L’Édit de Nantes
  - Laurent Thirouin pour L’Aveuglement salutaire. Le réquisitoire contre le théâtre dans la France classique
  - Thierry Wanegffelen pour Ni Rome ni Genève. Des fidèles entre deux chaires en France au XVIe siècle

### Années 2000
- 2000 : Alain Cullière pour Les Écrivains et le pouvoir en Lorraine au XVIe siècle
- 2001 : Jean Bérenger pour Tolérance ou paix de religion en Europe centrale (1415-1792)
- 2002 : 
  - Madeleine Lazard pour Les avenues de Fémynie. Les femmes et la Renaissance
  - Éric Thierry pour Marc Lescarbot. Un homme de plume au service de la Nouvelle-France
- 2004 : 
  - Paul Christophe (1932-2016) pour Les carnets du cardinal Baudrillart
  - Claude Postel pour Traité des invectives au temps de la Réforme
- 2005 : Michèle Fogel pour Marie de Gournay
- 2006 : 
  - Guy Lobrichon pour Héloïse. L’amour et le savoir
  - Louis Valcke (1930-....) pour Pic de la Mirandole. Un itinéraire philosophique
- 2008 : 
  - Teresa Chevrolet pour L’Idée de fable. Théories de la fiction poétique à la Renaissance
  - Didier Kahn pour Alchimie et Paracelsisme en France à la fin de la Renaissance
- 2009 : 
  - Florence Buttay-Jutier (1974-....) pour Fortuna. Usages politiques d’une allégorie morale à la Renaissance
  - Stéphane Toussaint (1960-....) pour Humanismes et antihumanismes. De Ficin à Heidegger

### Années 2010
- 2010 : 
  - Naïma Ghermani (1974-....) pour Le Prince et son portrait. Incarner le pouvoir dans l’Allemagne du XVIe siècle
  - Jacques Le Brun pour Le Pouvoir d’abdiquer. Essai sur la déchéance volontaire
- 2011 : 
  - Anne-Marie Lecoq (1946-....) pour Le Bouclier d’Achille. Un tableau qui bouge
  - Étienne Vaucheret (1922-....) pour Brantôme mémorialiste et conteur
- 2012 : 
  - Hélène Casanova-Robin pour Traduction et étude des Églogues de Pontano
  - Marie-Madeleine Fragonard pour Variations sur la Grâce et l’impuissance de la parole
- 2013 : 
  - Jean-Louis Fournel (1959-....) pour La Cité du soleil et les territoires des hommes. Le savoir du monde chez Campanella
  - Aldo Gennaï (1972-....) pour L’Idéal du repos dans la littérature française du XVIe siècle
- 2014 : 
  - Paulette Choné (1948-....) pour La Renaissance en Lorraine
  - Jean-François Labourdette (1937-....) pour Charles IX et la puissance espagnole. Diplomatie et guerres civiles (1563-1574)
- 2015 : 
  - Nicolas Balzamo (1982-....) pour Les Miracles dans la France du XVIe siècle. Métamorphoses du surnaturel
  - Marie Barral-Baron pour L’Enfer d’Érasme. L’humanisme chrétien face à l’histoire
- 2016 : 
  - Francesca Alberti pour La Peinture facétieuse. Du rire sacré de Corrège aux fables burlesques de Tintoret
  - Jean Balsamo (1951-....) pour « L’amorevolezza verso le cose italiche ». Le Livre italien à Paris au XVIe siècle
- 2017 : 
  - Édith Garnier (1946-....) pour Guillaume du Bellay. L’ange gardien de François Ier
  - Florent Libral (1978-....) pour Le Soleil caché. Rhétorique sacrée et optique au XVIIe siècle en France
- 2018 : 
  - Didier Le Fur pour Diane de Poitiers
  - Alice Vintenon pour La Fantaisie philosophique à la Renaissance
- 2019 : 
  - M. Shinichiro Higashi (1971-....) pour Penser les mathématiques au XVIe siècle
  - Catherine Kikuchi (1990-....) pour La Venise des livres (1469-1530)

### Années 2020
- 2020 :
  - Adeline Desbois-Ientile (1985-....) pour Lemaire de Belges, Homère belgeois. Le mythe troyen à la Renaissance
  - Florian Métral (1985-....) pour Figurer la création du monde. Mythes, discours et images cosmogoniques dans l’art de la Renaissance
- 2021 :
  - Brenton Hobart (1977-....) pour La Peste à la Renaissance. L’imaginaire d'un fléau dans la littérature au XVIe siècle
  - Bruno Méniel pour Anatomie de la colère. Une passion à la Renaissance
- 2022 :
  - Ludovic Balavoine pour Jan Van Eyck. « Als ich can »
  - Bénédicte Boudou pour La Sphère privée à la Renaissance
- 2023 :
  - Déborah Blocker pour "Le Principe de plaisir. Esthétique, savoirs et politique dans la Florence des Médicis (XVIe-XVIIe siècles)"
  - Paul-Alexis Mellet pour "Les Remontrances. Discours de paix et de justice en temps de guerre. Une autre histoire des guerres de Religion (France, v. 1557-v. 1603)
- 2024 :
  - Olivier Guerrier pour "Visages singuliers du Plutarque humaniste. Autour d’Amyot et de la réception des Moralia et des Vies à la Renaissance"
  - Damien Millet pour "Les Chappuys d’Amboise. Chronique historique d’une famille lettrée de la Renaissance"
  - Anaïs Thiérus pour "Les Chappuys d’Amboise. Chronique historique d’une famille lettrée de la Renaissance"